# Matematikai inga

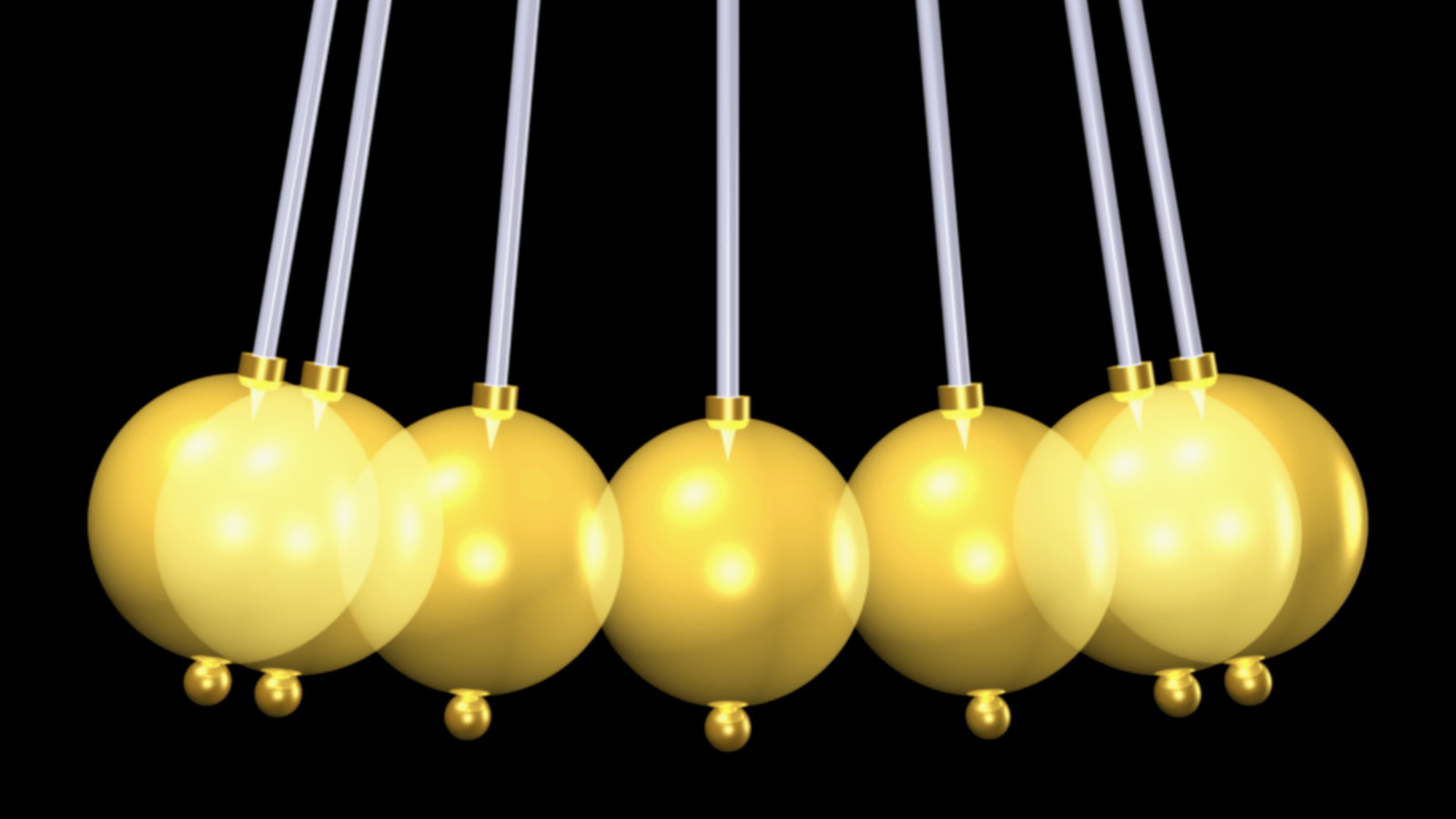
Inga

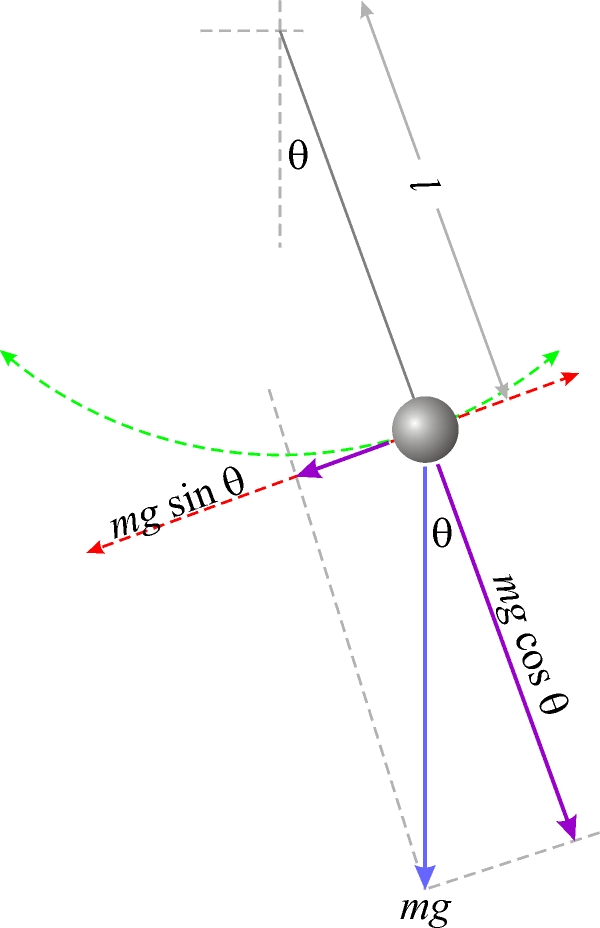
Matematikai inga

A matematikai inga egy elhanyagolható tömegű {\displaystyle l} hosszúságú fonalra függesztett, {\displaystyle m} tömegű pontszerű testből áll, amelyre szabad erőként csak a nehézségi erő hat. Az egyensúlyi helyzetéből kitérített inga csillapítatlan periodikus mozgást végez. Ennek az idealizált modellnek a gyakorlati megvalósítása egy vékony fonálra felfüggesztett fémgolyó (egy fonálinga), ami az egyensúlyi helyzetéből kitérítve, függőleges síkban egy körív mentén a két szélső helyzet között közelítőleg csillapítatlanul leng.

A matematikai inga lengése. A kék vektor jelzi a pillanatnyi sebességet, a piros vektor a pillanatnyi gyorsulást, pedig a kitérés szögét.

## A mozgás egyenletei
A matematikai inga mozgását a dinamika alapegyenletéből lehet meghatározni. A nehézségi erőn kívül hat még a fonálban ébredő erő (F), ami mindig a fonál irányában hat, azaz a mozgás során mindig sugárirányú. Ez a fonálerő és a nehézségi erőnek a sugárirányú komponense hozza létre a körpályán való mozgáshoz a centripetális erőt. Erre a következőt írhatjuk fel: 
{\displaystyle F-mg\cos \theta =m{\frac {v^{2}}{l}}},
ahol: {\displaystyle F} a fonálban ébredő erő, {\displaystyle m} a test tömege, {\displaystyle g} a földi nehézségi gyorsulás, {\displaystyle \theta } a fonál függőlegessel bezárt szöge, {\displaystyle l} a fonál hossza, {\displaystyle v} a lengést végző tömegpont pillanatnyi sebessége.
A fonálban ébredő kényszererő nagysága a mozgás során tehát változik. Legnagyobb az értéke a pálya legalsó pontján, amikor a fonál függőleges, és a sebesség a legnagyobb. A szélső helyzetben a legkisebb.
A nehézségi erő érintő irányú komponense a körpálya menti gyorsulást hozza létre, és így meghatározza az inga helyzetét, a fonál függőlegessel bezárt szögét az idő függvényében. Erre a következőt írhatjuk fel:
{\displaystyle ma_{t}=-mg\sin \theta },
ahol {\displaystyle a_{t}} az érintő (tangenciális) irányú gyorsulás.
A tangenciális gyorsulás és a szöggyorsulás ({\displaystyle \beta }) kapcsolata: 
{\displaystyle a_{t}=\beta l}.
A szöggyorsulás a szögkitérés második deriváltja:
{\displaystyle \beta ={\frac {d^{2}\theta }{dt^{2}}}}.
Így a szögkitérésre a következő másodrendű differenciálegyenletet kapjuk:
{\displaystyle ml{\frac {d^{2}\theta }{dt^{2}}}=-mg\sin \theta }.
A tömeggel egyszerűsítve, átrendezés után:
{\displaystyle {\frac {d^{2}\theta }{dt^{2}}}+{\frac {g}{l}}\sin \theta =0}.
Kis kitérések esetén a szinuszfüggvényt közelíteni lehet magával a szöggel:
{\displaystyle \sin \theta \approx \theta }.
Ezt a közelítést alkalmazva kapjuk:
{\displaystyle {\frac {d^{2}\theta }{dt^{2}}}+{\frac {g}{l}}\theta =0}.
Bevezetve a következő jelölést:
{\displaystyle \omega ={\sqrt {\frac {g}{l}}}},
az egyenlet a következő alakra hozható:
{\displaystyle {\frac {d^{2}\theta }{dt^{2}}}=-\omega ^{2}\theta }.
Ez az egyenlet a harmonikus rezgőmozgást végző test mozgásegyenlete. A matematikai inga mozgása tehát kis kitéréseknél {\displaystyle \omega } körfrekvenciájú harmonikus rezgőmozgásnak tekinthető. A lengés periódusideje:
{\displaystyle T={\frac {2\pi }{\omega }}=2\pi {\sqrt {\frac {l}{g}}}}.
Az inga helyzetét leíró időfüggvény, a szögkitérés az időfüggvényében a következő alakú:
{\displaystyle \theta =\phi _{max}\sin(\omega t+\delta )},
ahol {\displaystyle \phi _{max}} a szögelfordulás amplitúdója (a legszélső helyzethez tartozó szög) és {\displaystyle \delta } a kezdőfázis (a kezdeti nulla időponthoz tartozó helyzetet jellemző szögkitérés). A {\displaystyle \phi _{max}} szögre kitérített, majd magára hagyott inga esetében {\displaystyle \delta =\pi /2}, és így {\displaystyle \theta =\phi _{max}\cos(\omega t)}
Az inga mozgásának közelítő megoldásából látszik, hogy kis kitérési szögek esetén a lengések frekvenciája nem függ az inga tömegétől és a lengések amplitúdójától, csak az inga hosszától és a nehézségi gyorsulástól. A közelítés megfelelő (1%-os relatív hiba alatti), ha a kilengések 9,9 foknál kisebbek, és még elfogadható (maximum 2,5%-os bizonytalanságú), ha a kilengések maximum 15 fokosak.

## Külső hivatkozások
- Interaktív inga
- Fizikakönyv.hu – Az inga